# Zone of the Enders
『Zone of the Enders』（ゾーン・オブ・エンダーズ）は、2001年5月23日に発売されたレイジーのシングル。

## 解説
テレビ東京系アニメ『Z.O.E Dolores, i』のオープニングテーマ。メンバー全員の存命中に発売された最後のシングルであり、レイジー名義で作詞・作曲が行われたのも本作が最後となっている。

## 収録曲
全作詞・作曲・編曲：LAZY
1. Zone of the Enders
テレビ東京系アニメ『Z.O.E Dolores, i』オープニングテーマ。前作『Angelique〜永遠の約束〜』に続き、タイアップ作品のタイトルが曲名に取り入れられている。演奏開始早々に影山ヒロノブのシャウトが挿入され、アニメの内容にマッチしたハードな演奏が展開される。
2. Shadows of War!
アニメでは未使用だが、歌詞の内容はアニメの内容を連想させるものになっている。アルバム未収録。
3. Zone of the Enders(Off Vocal Version)
4. Shadows of War!(Off Vocal Version)